# L'inganno felice
L'inganno felice (La decepció afortunada) és una òpera en un sol acte composta per Gioachino Rossini sobre un llibret italià de Giuseppe Maria Foppa. S'estrenà al Teatro San Moisè de Venècia el 8 de gener de 1812.
Enganyat per un traïdor, el duc Bertrando va desterrar a la seva dona i la creu morta. En realitat ha sigut recollida per un vell miner que tots creuen que és el seu oncle. Un dia el duc visita la mina i després d'algunes confusions, la parella es reconcilia. Amb aquest argument, L'inganno felice és considerada un avançament parcial del futur gènere semiserio, per la confluència d'elements còmics i seriosos. L'obra donà el primer autèntic èxit a Rossini i el feu famós en un bon nombre de ciutats italianes. En algun dels passatges d'aquesta obra es poden trobar els primers accents preromàntics.

## Argument
Data: un passat llunyà.
Lloc: una ciutat minera pel mar d'Itàlia.
Tarabotto, que treballa en una mina, camina per la platja i descobreix a una dona inconscient, estirada a terra. La porta a casa seva per ajudar-la i la fa passar per la seva neboda Nisa. Nisa és en realitat Isabella, i ella se'n recorda quan troba una imatge del Duc entre les seves coses. També revela la causa per la qual Tarabotto la va descobrir en aquest lamentable estat: Ormondo, un amic del Duc, amb el qual estava festejant, es va venjar per la seva negativa, la va calumniar i finalment la va fer llençar al mar per Batone.
Per casualitat, el Duc passa per la mina amb el seu exèrcit, i es troba Tarabotto i la seva "neboda". Ell està preocupat per la semblança entre la neboda i la seva dona i vol parlar amb ell. Isabella no s'atreveix a revelar la veritat perquè Ormondo és també un dels soldats. Ella s'acontenta de dir-li que ha de tenir cura de tot el món. Ormondo, que tem que la seva neboda no és realment Isabella, desitjós d'ocultar el seu delicte inicial, tracta de fer-la marxar, però falla. Tarabatto i el Duc, que ha sigut alertat, atrapen Ormondo en el moment que confessa el seu crim al seu criat Batone. Finalment, Isabella apareix amb el vestit que portava el dia de l'assalt.

## Estructura
- 1: Simfonia
- 2: Introducció i Duet Cosa dite! (Tarabotto, Isabella)
- 3: Ària Qual tenero diletto (Bertrando)
- 4: Ària Una voce m'ha colpito (Batone)
- 5: Trio Quel sembiante, quello sguardo (Bertrando, Tarabotto, Isabella)
- 6: Ària Tu mi conosci (Ormondo)
- 7: Duet Và taluno mormorando (Batone, Tarabotto)
- 8: Ària Al più dolce e caro oggetto (Isabella)
- 9: Final Tacita notte amica (Batone, Isabella, Tarabotto, Bertrando, Ormondo)[1]

## Anàlisi musical
En el període comprès entre finals del segle xviii i principis del segle xix es va estendre en els teatres d'òpera italians la farsa còmica en un acte. Aquest tipus d'òperes, que van ser particularment populars a Venècia (especialment als teatres "menors" de la ciutat), va ser de curta durada (fins al 1815) i va ser conreat per autors que avui coneixen sobretot els especialistes, amb la notable excepció de Rossini i Donizetti. Entre els noms dels compositors del gènere cal esmentar Giuseppe Nicolini, Giovanni Simone Mayr, Ferdinando Paer, Giuseppe Farinelli i Pietro Generali i entre els llibretistes cal recordar els venecians Giuseppe Foppa i Gaetano Rossi.
Fou amb la farsa que el jove Rossini va començar la seva carrera com a compositor d'òpera, amb la signatura de cinc títols en tres anys (1810-1813) per al Teatro San Moise de Venècia: La cambiale di matrimonio, L'inganno felice, La scala di seta, L'occasione fa il ladro, Il signor Bruschino. I les cinc obres varen tenir una similitud substancial en l'estructura: sis personatges (cinc a L'inganno felice) per a una forma, a parts dels recitatius, dividida en: 
- 1. simfonia tripartida,
- 2. introducció (duet, trio i cavatina),
- 3. duet o ària,
- 4. ària,
- 5. concertato,
- 6-7. duet i ària (o viceversa),
- 8. finale (en almenys tres parts amb l'stretto, i el tutti habitual).[6]

Rossini va enquadrar la seva òpera com una farsa, encara que com explica Richard Osborne, la seva designació com una farsa és enganyosa a la llum de la seva condició semiseria, com un melodrama romàntic amb elements buffo. En realitat aquesta obra, per la trama i la qualitat del tractament musical, pertany més aviat al gènere semiserio, opina el musicòleg Michele Girardi. Segurament fou el motiu pel qual fos l'única farsa que tingués un èxit durador.
En molts sentits, L'inganno felice no és una veritable farsa o òpera còmica, sinó que pot ser vista com un primer esforç de Rossini en l'òpera semiseriosa. Rossini va portar aquest gènere a la plena floració molt més tard en la seva carrera. L'evidència es troba a Torvaldo e Dorliska (1815), La gazza ladra (1817) i Matilde di Shabran (1822).

## Enregistraments
| Any  | Director           | Elenc:          | Elenc:             | Elenc:            | Elenc:            | Elenc:            | Segell                  |
| ---- | ------------------ | --------------- | ------------------ | ----------------- | ----------------- | ----------------- | ----------------------- |
|      |                    | Isabella        | Bertrando          | Batone            | Tarabotto         | Ormondo           |                         |
| 1963 | Carlo Franci       | Emilia Cundari  | Fernando Jacopucci | Giorgio Tadeo     | Paolo Montarsolo  | Sergio Pezzetti   | Àudio CD: Arkadia       |
| 1992 | Fabio Maestri      | Giorgio Gatti   | Susanna Rigacci    | Ernesto Palacio   | Roberto Ripesi    | Giuliano Casali   | Àudio CD: Bongiovanni   |
| 1992 | Marcello Viotti    | Amelia Felle    | Iorio Zennaro      | Natale De Carolis | Fabio Previati    | Danilo Serraiocco | Àudio CD: Claves        |
| 1996 | Marc Minkowski     | Annick Massis   | Raúl Giménez       | Rodney Gilfry     | Pietro Spagnoli   | Lorenzo Regazzo   | Àudio CD: Erato         |
| 1998 | Giancarlo Andretta | Lorenzo Regazzo | Carmela Remigio    | Luigi Petroni     | Roberto Scaltriti | Paolo Rumetz      | Àudio CD: Mondo Musica  |
| 2005 | Alberto Zedda      | Corinna Mologni | Kenneth Tarver     | Marco Vinco       | Lorenzo Regazzo   | Simon Bailey      | Àudio CD: Naxos Records |